# ديفيد سولانس
ديفيد سولانس هو ممثل إسباني ولد في 3 أغسطس 1996.